# Jan van der Bij
Jan van der Bij (Drachten, 25 de setembro de 1991) é um remador neerlandês.

## Carreira
Van der Bij começou a remar quando foi estudar em Amsterdã. Durante a semana de introdução, ele venceu uma competição de ergômetro, tornando-se membro do Skøll. No Campeonato Europeu de 2020, Van der Bij conquistou o ouro no quatro sem. Em 2023, fez parte dos oito que conquistaram o bronze no Campeonato Europeu de Bled, e que conseguiram a prata no Campeonato Mundial de Belgrado.
Nos Jogos Olímpicos de Verão de 2024, em Paris, conquistou a medalha de prata na competição do oito com masculino ao lado de Ralf Rienks, Olav Molenaar, Sander de Graaf, Ruben Knab, Gert-Jan van Doorn, Jacob van de Kerkhof, Mick Makker e Dieuwke Fetter, com o tempo de 5:23.92.